# Siphona japonica
Siphona japonica là một loài ruồi trong họ Tachinidae.